# Mîroslavka, Rojîșce
Mîroslavka (în ucraineană Мирославка) este un sat în comuna Perespa din raionul Rojîșce, regiunea Volînia, Ucraina.

## Demografie
Componența lingvistică a localității Mîroslavka
     Ucraineană (100%)
Conform recensământului din 2001, toată populația localității Mîroslavka era vorbitoare de ucraineană (100%).